# Huerta del Marquesado
Huerta del Marquesado település Spanyolországban, Cuenca tartományban. Huerta del Marquesado Laguna del Marquesado, Tejadillos, Campillos-Sierra, Valdemoro-Sierra és Valdemeca községekkel határos. Lakosainak száma 173 fő (2024).

## Népesség
A település népessége az utóbbi években az alábbiak szerint változott:
| Lakosok száma | 243  | 234  | 209  | 213  | 223  | 203  | 211  | 194  | 185  | 173  |
|               | 2001 | 2004 | 2006 | 2009 | 2011 | 2014 | 2016 | 2019 | 2021 | 2024 |